# Drasdy
Drasdy (belarussisch Дразды, russisch Дрозды) ist ein Mikrorajon in der belarussischen Hauptstadt Minsk.
Der Ort wurde bekannt, als 1998 die Regierung dort wohnhafte westliche Diplomaten vertrieb, um eine Residenz für Präsident Aljaksandr Lukaschenka zu errichten.